# Фінал
Фінал (італ. Finale, від лат. Finis — висновок, кінець) — завершальна частина будь-якого процесу чи явища.
- Фінал — завершальна частина музичного або театрального твору, конструктивно вирізнена й призначена для великого ансамблю.
- Фінал — завершення художнього твору, прикінцевий компонент композиції, який прояснює колізії.
- Фінал — завершальна частина спортивного змагання, на якій виявляються переможці

## У спорті
У спорті фінал — остання зустріч у спортивних змаганнях, командних або індивідуальних, яка визначає переможця. У турнірах за олімпійською системою, фінальній зустрічі передують півфінали, чвертьфінали та інше. За кількістю учасників поділене на два.
Крім того, фіналом можуть скорочено називати фінальну частину — досить тривалий етап змагань, найчастіше плей-оф якому передував сезон або кваліфікація.